# هان هاي-جين (عارضة)
هان هاي-جين (هانغل: 한혜진) هي عارضة كورية جنوبية، ولدت في 23 مارس 1983 في كوريا الجنوبية.